# 大清会典
『大清会典』（だいしんかいてん、だいしんえてん、満洲語：ᡩᠠᠢᠢᠴᡞᠩ
ᡤᡠᠷᡠᠨ ᡳ
ᡠᡥᡝᠷᡞ
ᠬᠣᠣᠯᡞ
ᠪᡞᠳᡥᡝ、転写：Daicing gurun i uheri kooli bithe）は、清朝により編纂された清朝の政治制度に関連する史書。漢文以外に満文によっても編纂されている。

## 概要
清代の『大清会典』は、1690年（康熙29年）編纂から、康熙・雍正・乾隆・嘉慶・光緒と5回続修されたことから、清の五会典との別称がある。内容は『大明会典』の編纂順を踏襲しており、王朝機構ごとに分類した法制関連記事、政府機構の変遷が記載されている。康熙及び雍正時代の会典は詳細事例を注記方式で記載しているが、乾隆以降はその史料量が膨大となり、別に『大清会典則例』（嘉慶以降は『大清会典事例（Daicing gurun i uheri kooli i baita hacin bithe）』と改称）が編纂された。

## 清の五会典
- 第1回編纂 - 1690年（康熙29年）成立。

1636年（崇徳元年）から1659年（康熙25年）間を記載。
康熙帝が命じて編纂した。纂修を命じた康熙帝の勅諭が掲載され、編纂官、凡例、目録、本文162卷が記載されている。
本文の編纂は大明会典を踏襲しており、研究者の間では「康熙会典」と通称されている。
- 第2回編纂 - 1733年（雍正11年）成立。

1660年（康熙26年）から1728年（雍正5年）間を増補した『大清会典』である。
康熙会典に準じた編纂の体裁であり、康熙会典を続修している。
上記の康熙26年から雍正5年までに至る時代に応じた例文（臨時法規）が増補されたことから、本文の巻数が増加して250卷となる。
雍正時代に成立した『大清会典』は、「雍正会典」と通称される。
- 第3回編纂 - 1766年（乾隆31年）成立。

1729年（雍正6年）から1762年（乾隆27年）間を増修している。
乾隆時代に成立した『大清会典』は、「乾隆会典」と通称される。
それまでの編纂を踏襲せず、例文を別冊化したことから、大清会典の本文が減少して100巻となった。
例文を集約した『大清会典則例』80巻が編纂されている。
- 第4回編纂 - 1818年（嘉慶23年）成立。

1763年（乾隆28年）から1810年（嘉慶17年）間を増補している。
通称は「嘉慶会典」、乾隆会典よりさらに減じて80巻となる。
乾隆会典に倣って例文は別冊とされ、大清会典則例を改称して『大清会典事例』とした。
大清会典則例では衛門別に巻を編纂していたが、『大清会典事例』では事項によって巻を分けたことから920巻となっている。
- 第5回編纂 - 1899年（光緒25年）成立。

通称は「光緒会典」、1811年（嘉慶18年）から1896年（光緒22年）の増補となっている。
『大清会典事例』は、嘉慶会典の編纂法に準じている。光緒会典の目録は100巻、『大清会典事例』は1220巻。

## 光緒の大清会典
以下は、1899年に編纂された光緒会典（100巻）による。
- 巻1 - 宗人府
- 巻2 - 内閣
- 巻3 - 軍機處、稽査上諭事件處、中書科
- 巻4～巻12 - 吏部
- 巻13～巻25 - 戸部
- 巻26～巻40 - 禮部
- 巻41～巻42 - 樂部
- 巻43～巻52 - 兵部
- 巻53～巻57 - 刑部
- 巻58～巻60 - 工部
- 巻63～巻68 - 理藩院
- 巻69 - 都察院、通政使司、大理寺
- 巻70 - 翰林院、詹事府
- 巻71～巻72 - 	太常寺、太僕寺
- 巻73 - 光禄寺
- 巻74 - 順天府、奉天府
- 巻75 - 鴻臚寺
- 巻76 - 國子監
- 巻77～巻80 - 欽天監
- 巻81 - 欽天監、太醫院
- 巻82 - 待衛處、奏事處
- 巻83 - 鑾儀處
- 巻84～巻86 - 旗都統
- 巻87 - 前鋒營、護軍營、歩軍營
- 巻88 - 神機營、火器營、圓明園護軍營、健銳營、総理行營、嚮道處、虎槍處、尙虞備用處、善撲營
- 巻89～巻98 - 内務府
- 巻99～巻100 - 総理各国事務衛門

別冊の『大清会典事例』の掲載順も上記に準じている。